# Розууд
„Розууд“ (на английски: Rosewood) е американски исторически филм от 1997 г. на режисьора Джон Сингълтън, който е вдъхновен от Розуудското клане във Флорида през 1923 г., където бяла тълпа убива черни хора и унищожава техния град. Във филма участват Джон Войт, Винг Реймс, Дон Чийдъл, Брус Макгил, Лорън Дийн, Естер Рол и Майкъл Рукър. Филмът е открит на международния филмов фестивал във Берлин, а след това излиза в Съединените щати на 21 февруари 1997 г.

## Актьорски състав
- Винг Реймс – Ман
- Дон Чийдъл – Силвестър Кариър
- Джон Войт – Джон Райт
- Брус Макгил – Дюк Пърди
- Лорън Дийн – Джеймс Тейлър
- Естер Рол – Леля Сара
- Елиз Нийл – Беула (Скрапи)
- Бриджит Култър – Гъртруд
- Робърт Патрик – любовникът на Фани
- Майкъл Рукър – Шериф Уокър
- Катрин Келнър – Фани Тейлър
- Акосуа Бусия – Джуъл
- Пол Бенджамин – Джеймс Кариър
- Кевин Джакън – Сам Картър
- Марк Бун Джуниър – Поли
- Мюз Уотсън – Хенри Андрюс
- Баджа Джола – Джон Брадли
- Катрин Мейсли – Мери Райт
- Джеймз Улвет – Депутат Ърл
- Ванеса Бейдън – Лий-Рут